# Comuna Șenhurî, Kobeleakî
Șenhurî (în ucraineană Шенгури) este o comună în raionul Kobeleakî, regiunea Poltava, Ucraina, formată din satele Kovalenkivka, Șenhurî (reședința) și Viblî.

## Demografie
Componența lingvistică a comunei Șenhurî
     Ucraineană (97,39%)
     Rusă (1,77%)
     Alte limbi (0,56%)
Conform recensământului din 2001, majoritatea populației comunei Șenhurî era vorbitoare de ucraineană (97,39%), existând în minoritate și vorbitori de rusă (1,77%).